# السيم (عفرين)
السيم قرية سوريّة تتبع إداريّاً لمحافظة حلب منطقة عفرين ناحية شران، بلغ تعداد سكانها 73 نسمة حسب التعداد السكاني لعام 2004.